# Rottumerplaat

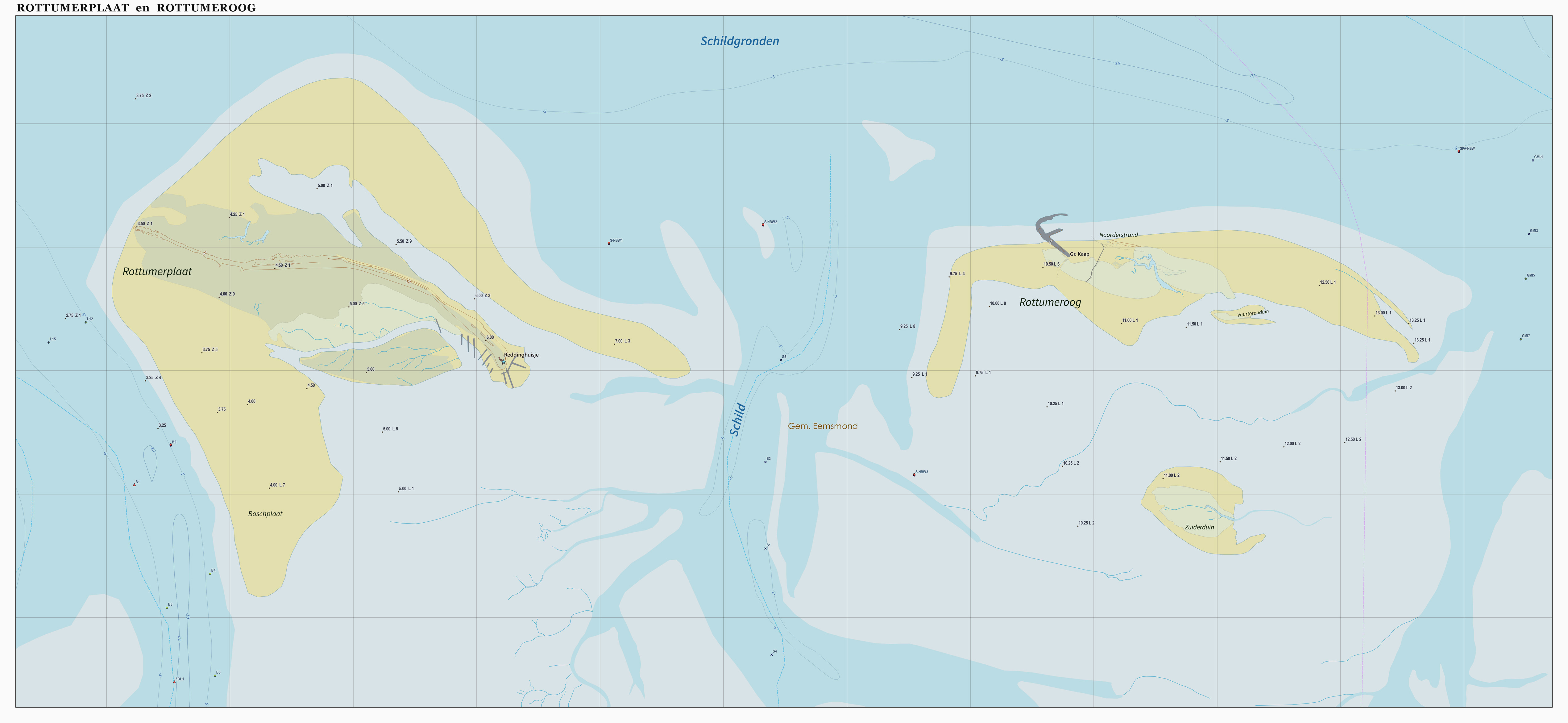
Topografische kaart van Rottumerplaat en Rottumeroog, december 2015

Rottumerplaat is een Nederlands waddeneiland, behorend tot de provincie Groningen en vallend onder de gemeente Het Hogeland.

## Geografie
Ten noorden grenst het eiland aan de Noordzee en ten zuiden aan de Waddenzee. Ten westen ligt Schiermonnikoog, waarvan het wordt gescheiden door de Lauwers en ten oosten Rottumeroog, waarvan het wordt gescheiden door 't Schild. Op Rottumerplaat ligt het noordelijkste punt van Nederland.
Op het eiland ligt het pad met de naam Jan Brandspad, om de aanwezige gebouwen een BAG-adres te kunnen geven.

## Geschiedenis
Op de plek van Rottumerplaat lag rond 1600 het eiland Rottumeroog, dat zich sindsdien echter verder in oostelijke richting verplaatste. Rottumerplaat is ontstaan vanaf 1833, aanvankelijk als zandplaat. Rond 1860 was deze zandplaat aan de bestaande Kapersplaat (Kaapplaat) gegroeid en had zo'n grote omvang bereikt dat deze de naam Rottumerplaat (ook wel Noordwestplaat) toegekend kreeg, naar het naast gelegen eiland Rottumeroog, dat op zijn beurt is vernoemd naar het dorp Rottum, omdat het Rottumse klooster Juliana eeuwenlang de belangrijkste eigenaar van dat eiland was.
In 1950 legde Rijkswaterstaat een stuifdijk aan, omdat er plannen waren Rottumerplaat in de toekomst te gebruiken als werkeiland voor het inpolderen van de Waddenzee.
Net als Rottumeroog verplaatst Rottumerplaat zich langzaam naar het oosten, doordat de westzijde afkalft en de oostzijde aanslibt. In 1959 groeide door toedoen van de aangelegde stuifdijk de zuidelijker gelegen zandplaat Boschplaat eraan vast. Boschplaat (niet te verwarren met de Boschplaat op Terschelling) is het restant van het in de 16e eeuw verloren gegane eiland Bosch, dat vroeger in de volksmond ook wel Oliebult werd genoemd vanwege het feit dat er in de 19e eeuw een Spaans olieschip verging.
Van 1965 tot 1985 nam de omvang daarbij toe tot 900 hectare, maar daarna is een kentering ingetreden en werd het eiland tien jaar lang langzaam kleiner. Sinds het midden van de jaren negentig lijkt het eiland weer te groeien. Enerzijds heeft er sindsdien veel duinvorming plaatsgevonden aan de noordwestzijde van het eiland en anderzijds zet de aanwas aan de oostzijde gestaag door.
Rottumerplaat is onbewoond, en de toegang is verboden. Het beheer wordt uitgevoerd door Rijkswaterstaat en het Ministerie van Landbouw, Visserij, Voedselzekerheid en Natuur. Tot 1991 werd getracht de kustlijn te handhaven. In 1991 werd voor Rottumeroog en Rottumerplaat een beheersplan opgesteld, waarin werd bepaald dat het eiland voortaan alleen nog tweemaal per jaar wordt ontdaan van zwerfvuil. Daarnaast worden enkele kleine geulen voor het aanlanden voorzien van prikken.

## Fauna
Net als Rottumeroog is Rottumerplaat een rust- en foerageergebied voor de drieteenstrandloper, de bonte strandloper en de strandplevier, en is broedgebied van de eidereend, de bergeend, de Noordse stern, het visdiefje, de dwergstern, de strandplevier en de bontbekplevier. Sinds 1996 heeft de grote stern een aantal jaren op Rottumerplaat gebroed, maar deze is daar nu weer verdwenen.

## Dynamische natuurbeweging
Rottumerplaat en Rottumeroog, topografie op basis van luchtfoto's uit respectievelijk 2011 en 2017.

## Godfried Bomans en Jan Wolkers

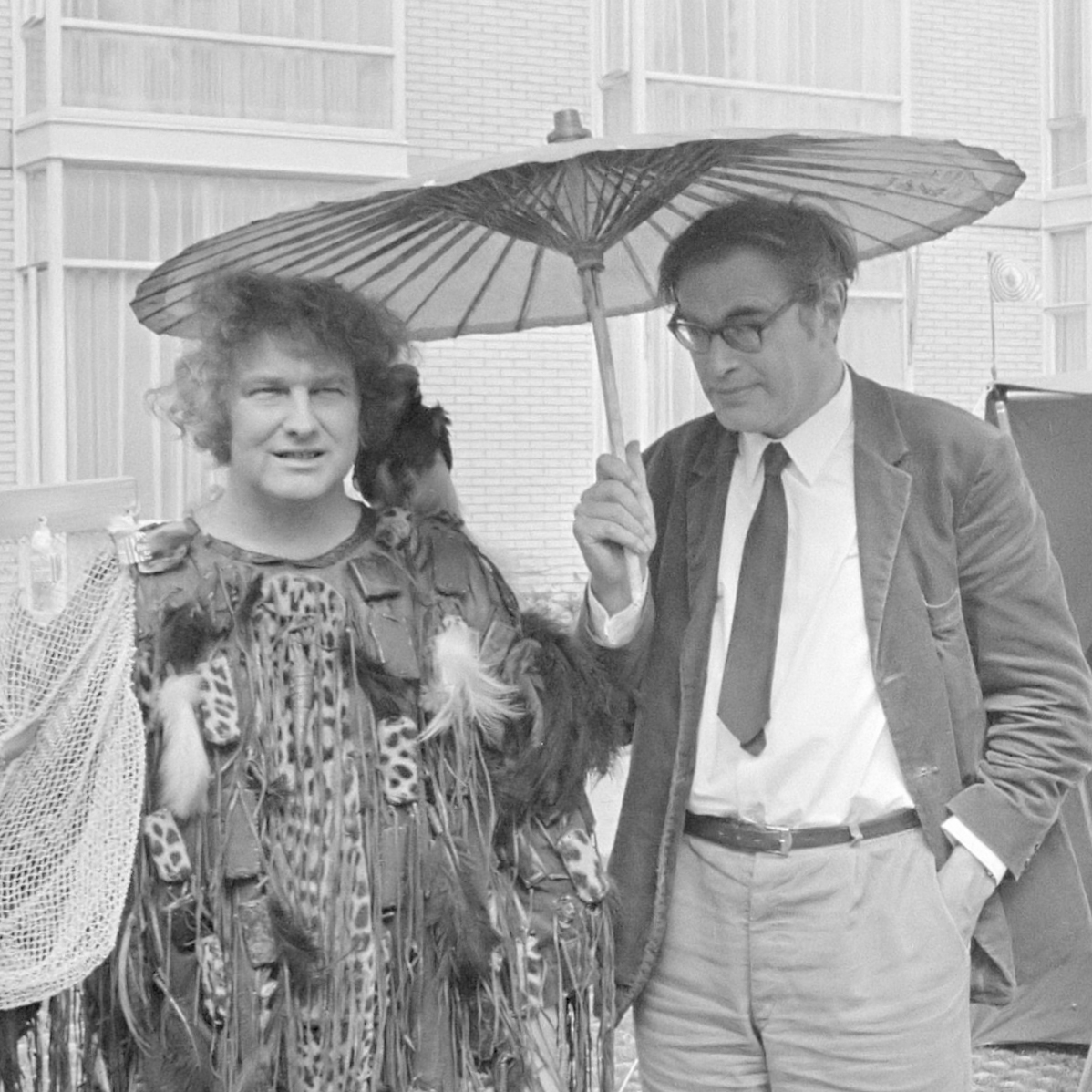
Persconferentie van Jan Wolkers en Godfried Bomans voor hun verblijf op Rottumerplaat (1971)

Op het eiland is een post gevestigd waar gedurende het broedseizoen twee vogelwachters tellingen verrichten. In 1971 brachten de schrijvers Jan Wolkers en Godfried Bomans ieder een week op het eiland door tijdens de vakantie van de vogelwachters; Bomans van 10 juli tot 17 juli, en Wolkers aansluitend tot 24 juli. Hun enige verbinding met de buitenwereld bestond uit een kort dagelijks radiocontact met VARA-medewerker Willem Ruis, die in een hotel in Warffum verbleef. Het programma, met de naam Alleen op een eiland, verscheen later ook op een verzameling cd's. Wolkers bracht verslag van zijn belevenissen uit in Groeten van Rottumerplaat (1971); het dagboek van Bomans verscheen postuum in Op Reis rond de Wereld en op Rottumerplaat (1972).